# Massimo Carboni (storico dell'arte)
Massimo Carboni (Livorno, 1954) è un filosofo italiano.

## Biografia
Massimo Carboni è docente di Estetica presso l’Accademia di Belle Arti di Roma. Ha tenuto corsi e seminari presso la Facoltà di Architettura del Politecnico di Bari, la Facoltà di Beni Culturali dell’Università La Tuscia di Viterbo e la Facoltà di Lettere e Filosofia dell’Università La Sapienza di Roma. Negli anni Ottanta e Novanta è stato a lungo attivo come critico d’arte curando numerose mostre personali e collettive presso gallerie private e spazi pubblici. Ha collaborato come curatore e come autore di saggi in catalogo alle edizioni del 1993, del 1997 e del 2011 della Biennale di Venezia. Nell'edizione del 2011 ha presentato l'artista Gino Sabatini Odoardi nel Padiglione Italia.
È stato collaboratore dei quotidiani Il Tirreno, Paese Sera, Reporter, la Repubblica, il manifesto.
Si occupa principalmente dei rapporti tra filosofia e arti moderno-contemporanee. Su questo tema ha scritto vari contributi per la rivista di filosofia “aut-aut” ed è stato più volte invitato al Festival delle Letterature di Mantova e al Festival di Filosofia di Modena.
Da tempo collabora alla redazione dell’Enciclopedia Treccani: nel volume dal titolo XXI secolo. Gli spazi e le arti contiene il suo saggio Le arti e la tecnica: gli scenari futuri; nel volume di prossima pubblicazione dal titolo Enciclopedia dell’arte contemporanea conterrà cinque voce da lui redatte. Tra i suoi saggi si ricordano: L’angelo del fare. Fausto Melotti e la ceramica (Skira, 2003) e Il colore nell’arte (Jaca Book, 2006).
Ha curato la nuova edizione di alcune tra le opere di Gillo Dorfles, Cesare Brandi, Gilles Deleuze-Félix Guattari, Theodor Adorno. Tra le recensioni dei suoi libri si segnalano: Giacomo Marramao, Gianni Vattimo (“L’Espresso”), Gillo Dorfles (“Il Corriere della Sera”), Victor Stoichita (“il manifesto”). Al Festival delle Letterature di Mantova hanno presentato i suoi libri Carlo Sini (2005) e Georges Didi-Huberman (2007). Scrive sulle riviste in rete “Nòema” e “Images Re-vues” e sulla “Rivista di Estetica”.

## Opere
- L’Impossibile Critico. Paradosso della critica d’arte, Kappa, 1985
- Cesare Brandi. Teoria e esperienza dell’arte, Editori Riuniti, 1992, nuova ed. Jaca Book, 2004
- Il Sublime è Ora. Saggio sulle estetiche contemporanee, Castelvecchi, 1993, quarta ed. 2003
- Non vedi niente lì? Sentieri tra arti e filosofie del Novecento, Castelvecchi, 1999, nuova ed. ampliata 2005
- L’ornamentale. Tra arte e decorazione, Jaca Book, 2000
- L’occhio e la pagina. Tra immagine e parola, Jaca Book, 2002
- Lo stato dell’arte. L’esperienza estetica nell’era della tecnica, Laterza, 2005
- La mosca di Dreyer. L’opera della contingenza nelle arti, Jaca Book, 2007
- Di più di tutto. Figure dell’eccesso, Castelvecchi, 2009
- Analfabeatles. Filosofia di una passione elementare, Castelvecchi, 2012
- Il genio è senza opera. Filosofie antiche e arti contemporanee, Jaca Book, 2017
- Malevič. L'ultima icona. Arte, filosofia, teologia, Jaca Book, 2019